# 中国华电集团
中国华电集团公司，简称中国华电，是2002年底国家电力体制改革组建的全国性五家国有独资发电企业集团(中国华能集团公司、中国大唐集团公司、中国华电集团公司、中国国电集团公司、国家电力投资集团公司)之一，負責供電予中國華北地區，国有中央企业，由国务院国有资产监督管理委员会监管。至2008年底拥有权益装机总容量6908万千瓦，居中国电力企业第四位，其中天然气发电装机居第一位。

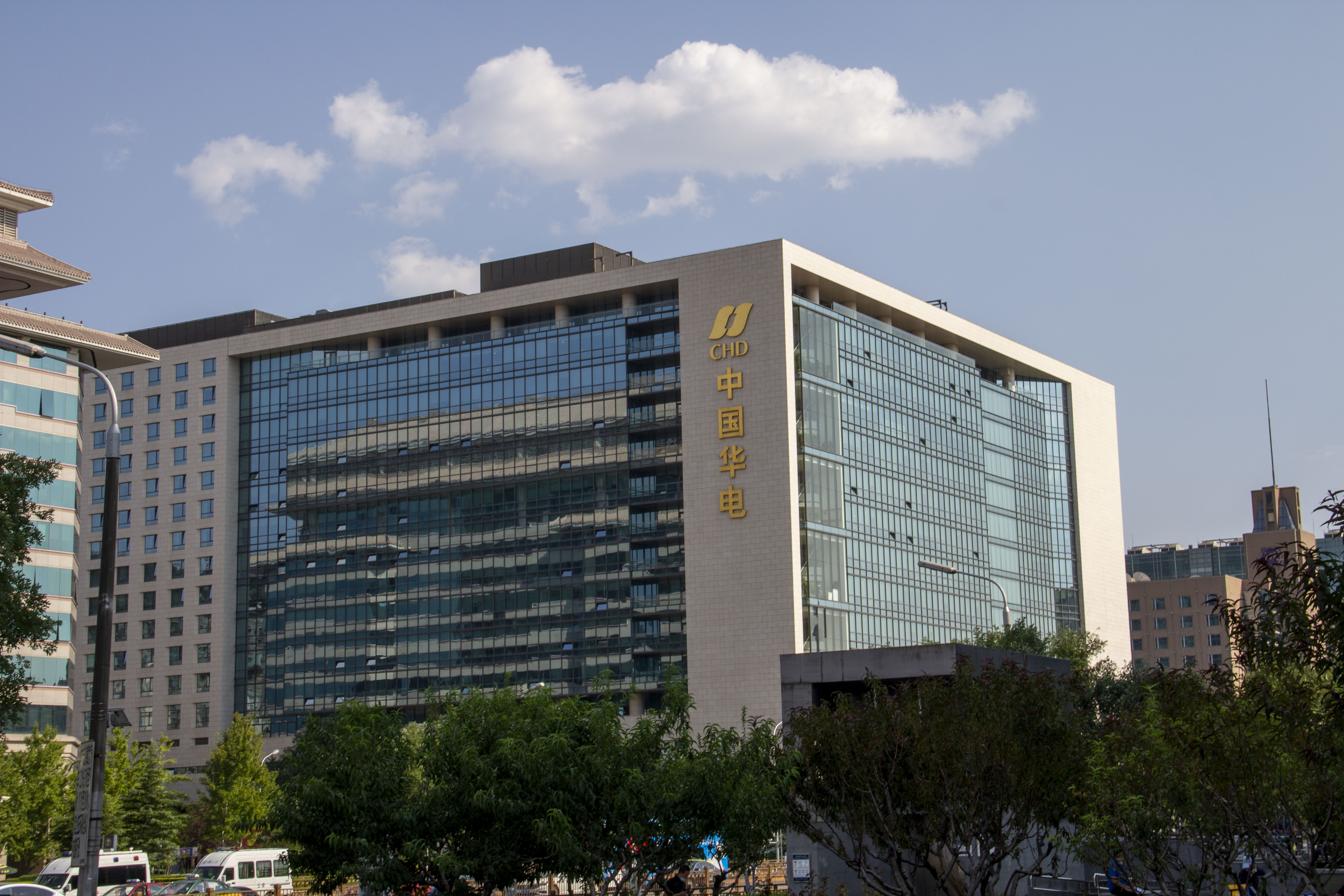
中国华电集团公司

## 控股子公司

### 上市公司
- 华电国际电力股份有限公司
- 华电能源股份有限公司

### 全国性控股公司
- 中国华电科工集团有限公司
- 中国华电集团财务有限公司
- 中国华电集团产融控股有限公司
- 中国华电集团物资有限公司
- 中国华电集团发电运营有限公司
- 中国华电集团碳资产运营有限公司
- 中国华电集团清洁能源有限公司
- 中国华电集团高级培训中心有限公司
- 中国华电海外资产管理有限公司
- 华电电力科学研究院有限公司
- 华电招标有限公司
- 华电海外投资有限公司
- 华电置业有限公司
- 华电煤业集团有限公司
- 华电新能源集团股份有限公司

### 安徽省
- 安徽华电六安发电有限公司
- 安徽华电宿州发电有限公司
- 安徽华电芜湖发电有限公司

### 天津
- 天津军粮城发电有限公司

### 北京
- 北京华电水电有限公司
- 北京华信保险公估有限公司
- 华电（北京）热电有限公司

### 福建
- 福建华电可门发电有限公司
- 福建华电邵武发电有限公司
- 福建华电投资有限公司
- 福建华电漳平电厂
- 中国华电集团公司福建莆田湄洲湾电厂运行分公司
- 福建棉花滩水电开发有限公司
- 福建省安砂水力发电厂
- 福建省池潭水力发电厂
- 福建省古田溪水力发电厂
- 福建省厦门电厂
- 福建永安火电厂
- 福建漳平发电有限公司
- 中国华电集团福建南靖水力发电厂
- 中国华电集团公司福建华安水力发电厂
- 闽东水电开发有限公司
- 福建华电储运有限公司

### 广西
- 中国华电集团贵港发电有限公司

### 贵州
- 贵州大方发电有限公司
- 贵州华电大龙发电有限公司
- 贵州黔源电力股份公司
- 贵州黔源电力股份公司普定发电公司
- 贵州黔源电力股份公司水城发电厂
- 贵州黔源电力股份公司引子渡水电站
- 贵州清镇发电厂
- 贵州乌江水电开发有限公司
- 遵义发电总厂
- 中国华电集团公司贵州头步发电厂

### 河北
- 河北热电有限责任公司

### 河南
- 华电新乡发电有限公司
- 华电漯河发电有限公司
- 华电渠东发电有限公司

### 黑龙江
- 黑龙江华电佳木斯发电有限公司
- 哈尔滨第三发电厂
- 中国华电集团哈尔滨发电厂
- 哈尔滨热电有限责任公司铁岭发电厂
- 华电能源股份有限公司牡丹江第二发电厂

### 湖北
- 湖北华电黄石发电股份有限公司
- 湖北华电江陵发电有限公司
- 湖北华电武昌热电厂
- 湖北华电襄阳发电有限公司
- 湖北西塞山发电有限公司

### 湖南
- 中国华电集团湖南分公司
- 湖南华电长沙发电有限公司
- 湖南华电常德发电有限公司
- 湖南华电郴州风力发电有限公司

### 江苏
- 江苏华电戚墅堰发电有限公司
- 国电南京自动化股份有限公司
- 江苏华电扬州发电有限公司

### 内蒙古
- 内蒙古华电包头发电有限公司
- 内蒙古华电乌达热电有限公司
- 内蒙古华电卓资发电有限公司
- 包头东华热电有限公司

### 青海
- 青海华电大通发电有限公司

### 宁夏
- 宁夏中宁发电有限公司

### 山东
- 华电青岛发电有限公司
- 华电滕州新源热电有限公司
- 华电淄博热电有限公司
- 华电章丘发电有限公司
- 华电十里泉发电厂
- 华电邹县发电厂
- 华电潍坊发电有限公司
- 华电莱城发电有限公司

### 陕西
- 陕西华电蒲城发电有限责任公司

### 上海
- 上海华电电力发展有限公司

### 四川
- 华电四川发电有限公司
- 华电金沙江上游水电开发有限公司
- 华电四川发电有限公司宝珠寺水力发电厂
- 华电四川发电有限公司内江发电厂
- 华电四川发电有限公司宜宾分公司
- 华电四川发电有限公司攀枝花分公司
- 华电四川发电有限公司磨房沟发电厂
- 华电四川发电有限公司五通桥发电厂
- 四川紫兰坝水电开发有限公司
- 四川华电西溪河水电开发有限公司
- 四川华电木里河水电开发有限公司
- 四川华电金川水电开发有限公司
- 四川华电宜宾发电有限责任公司
- 四川华电黄桷庄发电有限责任公司
- 四川华电珙县发电有限公司
- 四川华电高坝发电有限公司
- 成都华电三源热力有限责任公司
- 四川广安发电有限责任公司
- 四川华电杂谷脑水电开发公司

### 新疆
- 中国华电乌鲁木齐热电厂
- 新疆华电昌吉热电有限责任公司
- 新疆华电哈密发电有限责任公司
- 新疆华电红雁池发电有限公司
- 新疆华电喀什发电有限责任公司
- 新疆华电吐鲁番发电有限公司
- 新疆华电苇湖梁发电有限公司
- 新疆华电检修公司
- 新疆华电小草湖风电有限公司

### 云南
- 云南华电昆明发电有限公司
- 云南华电怒江水电开发有限公司
- 云南华电巡检司发电有限公司
- 中国华电集团公司云南以礼河发电厂
- 云南华电镇雄发电有限公司
- 云南华电鲁地拉水电开发有限公司

### 浙江
- 杭州半山发电有限公司

### 印尼
- 2011年12月25日中國華電香港有限公司與印尼國家煤炭公司PT Bukit Asam Tbk.按55%和45%的股權比例成立的合資公司組成財團，成功競投印尼南蘇門答臘燃煤坑口電站項目，裝機量兩個660兆瓦電廠，投資額15.9億美元，相當於124億港元。